# Diocèse de Gurk
Le diocèse de Gurk (en allemand : Diözese Gurk) est un diocèse de l'Église catholique en Autriche, dont le siège se trouve à la cathédrale Saint-Pierre-et-Saint-Paul de Klagenfurt et la co-cathèdrale de Gurk. L'évêché est suffragant de l'archidiocèse de Salzbourg et couvre le land de Carinthie. Il est divisé en 23 doyennés et 336 paroisses.

## Histoire

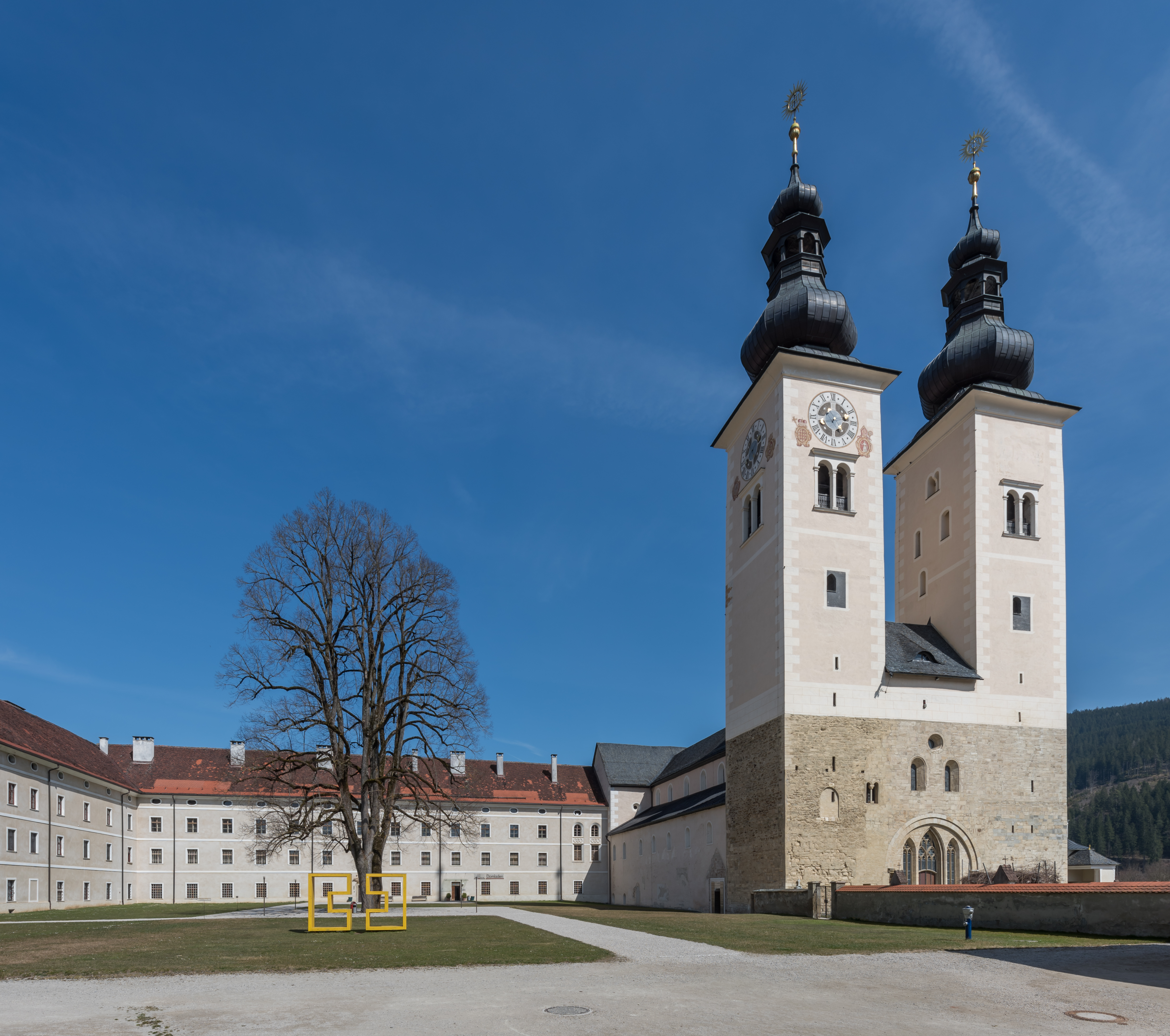
La cathédrale de Gurk

Le diocèse, érigé en 1072, a été le premier suffragant de l'Archidiocèse de Salzbourg. L'église de Gurk dans le duché de Carinthie était le siège de l'évêque, bâti à l'emplacement d'un ancien couvent fondé par sainte Emma (morte vers 1045). Le 6 mars 1071, l'archevêque Gebhard de Salzbourg, ancien chancelier de l'empereur Henri III, a consacré le premier évêque de Gurk en la personne du noble Gunther de Krappfeld. Il a reçu la confirmation par le roi Henri IV du Saint-Empire et le pape Grégoire VII ; néanmoins, un évêché propre n'a été établi qu'en 1131. Pendant des siècles, les évêques de Gurk ont tenté d'échapper à l'autorité de Salzbourg, y compris un procès lors du concile de Bâle au XVe siècle, mais finalement sans succès.
Jusqu'en l'an 1793 le château de Straßburg, construit au XIIe siècle, était le lieu de résidence des évêques, puis le tout proche château de Pöckstein. Pendant l'ère du Joséphisme, en 1787, le siège épiscopal fut transféré à Klagenfurt, la capitale de la Carinthie. Le diocèse a agrandi son territoire, avec de nombreuses paroisses qui ont auparavant été soumises aux diocèses voisins de Gorizia (Goritz), Ljubljana (Laibach) et Lavant.
Parmi les évêques de Gurk, Franziskus Xavier von Salm-Reifferscheldt est connu pour organiser la première ascension du Grossglockner en 1800,.